# 997식 아티산 레이더

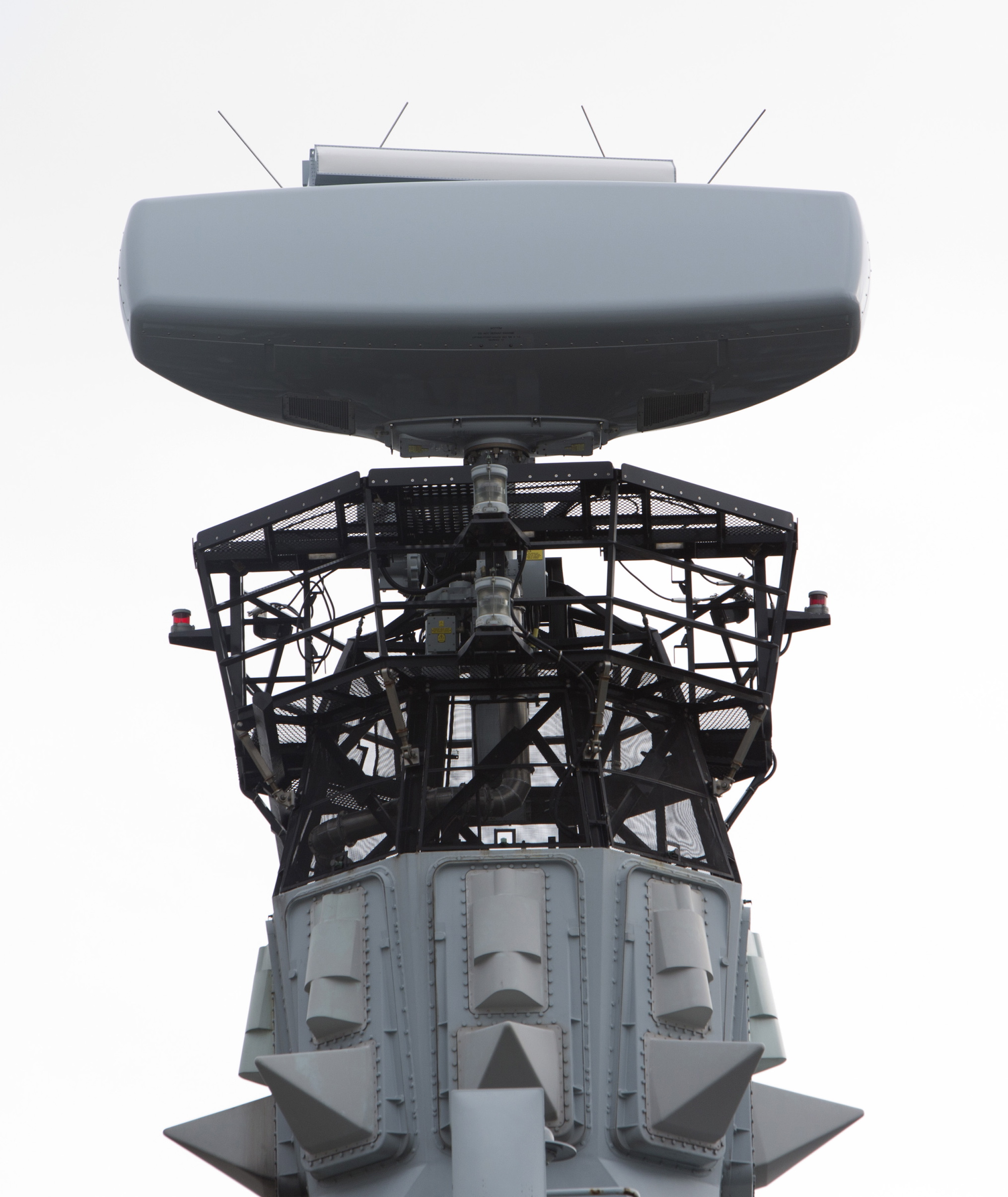
아티산 레이더는 영국 해군의 23식 호위함과 퀸 엘리자베스급 항모에서 사용되고 있다.

997식 아티산 레이더는 BAE 시스템즈가 개발한 3차원 중거리 대공 레이더로 분당 30회 회전하며, 200km 거리의 항공기를 탐지할 수 있다. 900개 이상의 목표물을 동시추적할 수 있으며, 아티산 레이다는 영국 해군이 운용중인 레이더 중에서 SAMPSON과 SMART-L을 제외하고 가장 강력한 탐지거리와 성능을 가진 레이더다.

## 운용 국가
- 영국 - 23식 호위함
- 브라질 - HMS 오션

## 제원
- 이름: 997식 ARTISAN 3D
- 탐지거리: 200km
- 동시추적 목표개수: 900개 이상
- 종류: 3차원 중거리 대공 레이다

## 같이 보기
- SAMPSON
- SMART-L
- SMART-S
- 1022식 레이다